# Lancia en rally

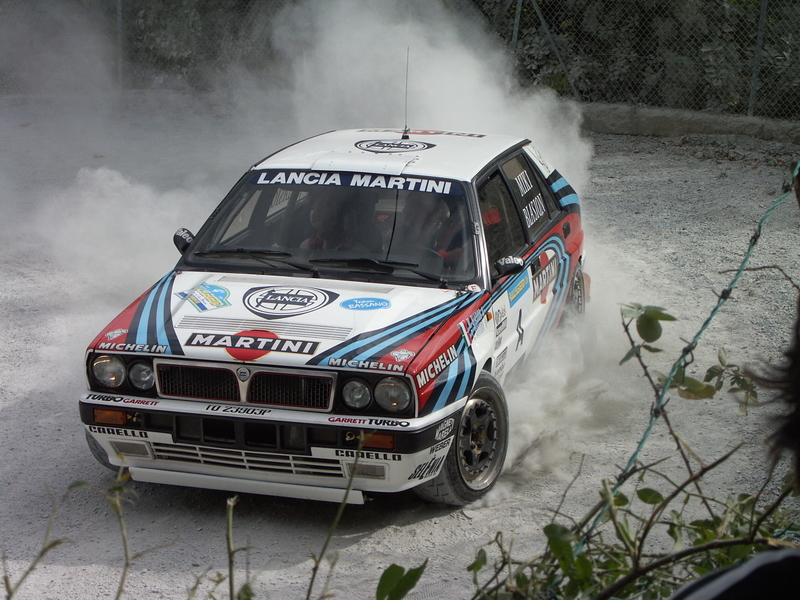
Dos veces campeón del mundial de rally, el italiano Miki Biasion y su Lancia Delta Integrale en los colores de Martini Racing.

El fabricante italiano de automóviles Lancia participó en rally a un alto nivel hasta 1992, ganando quince títulos de campeón del mundial de rally.

## Historia
Lancia ha sido una marca muy exitosa en los deportes de motor durante años, sobre todo en lo que a rally se refiere. Antes de que se conformase el Campeonato Mundial de Rally, Lancia recibió el último título como Campeonato Internacional de Marcas con el Fulvia en 1972. En WRC, obtienen la marca más exitosa (a pesar de haberse retirado al final de la temporada 1993), ganando el título de constructores con el Stratos (1974, 1975 y 1976), el 037 (1983) y el Delta (seis victorias consecutivas de 1987 a 1992). El Delta es también el modelo individual más exitoso que se ha diseñado jamás para competir en rally. Todo esto le brindó a Lancia un total de 10 campeonatos.
Juha Kankkunen y Miki Biasion ganaron dos títulos de conductores con el Delta. Entre otros conductores se llevaron varias victorias en WRC con Lancia pilotos como Markku Alén, Didier Auriol, Sandro Munari, Bernard Darniche, Walter Röhrl, Björn Waldegård y Henri Toivonen. La historia de Lancia en rally también está teñida de tragedias, con muertes como la del conductor italiano Attilio Bettega en 1985 en el Tour de Corse en un Lancia 037 y el entonces el favorito del campeonato finlandés, Toivonen, en un Lancia Delta S4 en el mismo rally exactamente un año más tarde. Estas muertes finalmente conllevarían al fin del Grupo B.

## Martini Racing
En 1982, como habían hecho un año antes con coches de carreras, Martini Racing firmó acuerdos de trabajo con el equipo de Lancia, patrocinando la entrada de la marca en el Grupo B con el Lancia 037, con Attilio Bettega y Markku Alén como conductores. La asociación Lancia Martini en WRC fue una de las más duraderas, durando hasta finales de 1992, con varios coches, incluyendo el Delta S4 de Grupo B y el Delta Integrale en Grupo A, ganando eventos y títulos con conductores como Juha Kankkunen, Bruno Saby, Massimo Biasion y Didier Auriol. Los vehículos Martini Lancia en WRC obtuvieron el título de conductores en 1987 y 1991 con Kankkunen, y 1988 y 1989 con Biasion, así como los títulos de constructores con el 037 en 1983, y consecutivamente con el Delta de Grupo A de 1987 a 1992.
En 1993, Martini dirigió un programa de patrocinio más pequeño, restringido al campeonato de rally italiano con el piloto Dario Cerrato.

### Resultados en WRC (Grupo B)
| Año  | Coche           | Piloto              | 1       | 2       | 3       | 4       | 5       | 6       | 7     | 8       | 9       | 10      | 11      | 12      | 13    | WDC   | Points | WMC | Points |
| ---- | --------------- | ------------------- | ------- | ------- | ------- | ------- | ------- | ------- | ----- | ------- | ------- | ------- | ------- | ------- | ----- | ----- | ------ | --- | ------ |
| 1982 | Lancia 037      | Markku Alén         | MON     | SWE     | POR     | KEN     | FRA 9   | GRE Ret | NZL   | BRA     | FIN Ret | ITA Ret | CIV     | GBR 4   |       | 21st  | 12     | 9th | 25     |
| 1982 | Lancia 037      | Attilio Bettega     | MON     | SWE     | POR     | KEN     | FRA Ret | GRE     | NZL   | BRA     | FIN     | ITA     | CIV     | GBR     |       | -     | 0      | 9th | 25     |
| 1982 | Lancia 037      | Adartico Vudafieri  | MON     | SWE     | POR     | KEN     | FRA     | GRE Ret | NZL   | BRA     | FIN     | ITA     | CIV Ret | GBR     |       | -     | 0      | 9th | 25     |
| 1982 | Lancia 037      | Fabrizio Tabaton    | MON     | SWE     | POR     | KEN     | FRA     | GRE     | NZL   | BRA     | FIN     | ITA Ret | CIV     | GBR     |       | -     | 0      | 9th | 25     |
| 1983 | Lancia 037      | Walter Röhrl        | MON 1   | SWE     | POR 3   | KEN     | FRA 2   | GRC 1   | NZL 1 | ARG     | FIN     | ITA 2   | CIV     | GBR     |       | 2nd   | 102    | 1st | 118    |
| 1983 | Lancia 037      | Markku Alén         | MON 2   | SWE     | POR 4   | KEN     | FRA 1   | GRC 2   | NZL   | ARG 5   | FIN 3   | ITA 1   | CIV     | GBR     |       | 3rd   | 100    | 1st | 118    |
| 1983 | Lancia 037      | Jean-Claude Andruet | MON 8   | SWE     | POR     | KEN     | FRA Ret | GRC     | NZL   | ARG     | FIN     | ITA     | CIV     | GBR     |       | 41st  | 3      | 1st | 118    |
| 1983 | Lancia 037      | Adartico Vudafieri  | MON     | SWE     | POR 5   | KEN     | FRA     | GRC     | NZL   | ARG Ret | FIN     | ITA     | CIV     | GBR     |       | 12th* | 20*    | 1st | 118    |
| 1983 | Lancia 037      | Attilio Bettega     | MON     | SWE     | POR     | KEN     | FRA 4   | GRC 5   | NZL 3 | ARG     | FIN     | ITA 3   | CIV     | GBR     |       | 7th   | 42     | 1st | 118    |
| 1983 | Lancia 037      | Francisco Mayorga   | MON     | SWE     | POR     | KEN     | FRA     | GRC     | NZL   | ARG Ret | FIN     | ITA     | CIV     | GBR     |       | -     | 0      | 1st | 118    |
| 1983 | Lancia 037      | Pentti Airikkala    | MON     | SWE     | POR     | KEN     | FRA     | GRC     | NZL   | ARG     | FIN 5   | ITA     | CIV     | GBR     |       | 21st  | 8      | 1st | 118    |
| 1984 | Lancia 037      | Markku Alén         | MON 8   | SWE     | POR 2   | KEN 4   | FRA 1   | GRC 3   | NZL 2 | ARG     | FIN 2   | ITA Ret | CIV     | GBR     |       | 3rd   | 90     | 2nd | 108    |
| 1984 | Lancia 037      | Jean-Claude Andruet | MON Ret | SWE     | POR     | KEN     | FRA 6   | GRC     | NZL   | ARG     | FIN     | ITA     | CIV     | GBR     |       | 30th  | 6      | 2nd | 108    |
| 1984 | Lancia 037      | Attilio Bettega     | MON 5   | SWE     | POR 3   | KEN     | FRA 7   | GRC 4   | NZL   | ARG     | FIN     | ITA 2   | CIV     | GBR     |       | 5th   | 49     | 2nd | 108    |
| 1984 | Lancia 037      | Henri Toivonen      | MON     | SWE     | POR Ret | KEN     | FRA     | GRC Ret | NZL   | ARG     | FIN 3   | ITA     | CIV     | GBR     |       | 16th  | 12     | 2nd | 108    |
| 1984 | Lancia 037      | Vic Preston Jr      | MON     | SWE     | POR     | KEN 6   | FRA     | GRC     | NZL   | ARG     | FIN     | ITA     | CIV     | GBR     |       | 30th  | 6      | 2nd | 108    |
| 1985 | Lancia 037      | Markku Alén         | MON     | SWE     | POR     | KEN Ret | FRA Ret | GRC     | NZL   | ARG     | FIN 3   | ITA 4   | CIV     | GBR     |       | 7th   | 37     | 3rd | 70     |
| 1985 | Lancia 037      | Henri Toivonen      | MON 6   | SWE     | POR     | KEN     | FRA     | GRC     | NZL   | ARG     | FIN 4   | ITA 3   | CIV     | GBR     |       | 6th   | 48     | 3rd | 70     |
| 1985 | Lancia 037      | Attilio Bettega     | MON     | SWE     | POR     | KEN Ret | FRA Ret | GRC     | NZL   | ARG     | FIN     | ITA     | CIV     | GBR     |       | -     | 0      | 3rd | 70     |
| 1985 | Lancia 037      | Vic Preston Jr      | MON     | SWE     | POR     | KEN Ret | FRA     | GRC     | NZL   | ARG     | FIN     | ITA     | CIV     | GBR     |       | -     | 0      | 3rd | 70     |
| 1985 | Lancia Delta S4 | Markku Alén         |         |         |         |         |         |         |       |         |         |         |         | GBR 2   |       | -     | 0      | 3rd | 70     |
| 1985 | Lancia Delta S4 | Henri Toivonen      |         |         |         |         |         |         |       |         |         |         |         | GBR 1   |       | -     | 0      | 3rd | 70     |
| 1986 | Lancia Delta S4 | Markku Alén         | MON Ret | SWE 2   | POR Ret |         | FRA Ret | GRC Ret | NZL 2 | ARG 2   | FIN 3   | CIV     | ITA 1   | GBR 2   | USA 1 | 2nd   | 104    | 2nd | 122    |
| 1986 | Lancia Delta S4 | Henri Toivonen      | MON 1   | SWE Ret | POR Ret | KEN     | FRA Ret | GRC     | NZL   | ARG     | FIN     | CIV     | ITA     | GBR     | USA   | 13th  | 20     | 2nd | 122    |
| 1986 | Lancia Delta S4 | Miki Biasion        | MON 68  | SWE     | POR Ret |         | FRA Ret | GRC 2   | NZL 3 | ARG 1   | FIN     | CIV     | ITA 3   | GBR     | USA   | 5th   | 47     | 2nd | 122    |
| 1986 | Lancia Delta S4 | Mikael Ericsson     | MON     | SWE     | POR     | KEN     | FRA     | GRC Ret | NZL 4 | ARG     | FIN 5   | CIV     | ITA     | GBR Ret | USA   | -     | 0      | 2nd | 122    |
| 1986 | Lancia Delta S4 | Jorge Recalde       | MON     | SWE     | POR     | KEN     | FRA     | GRC     | NZL   | ARG 4   | FIN     | CIV     | ITA     | GBR     | USA   | 22nd  | 10     | 2nd | 122    |
| 1986 | Lancia Delta S4 | Kalle Grundel       | MON     | SWE     | POR     | KEN     | FRA     | GRC     | NZL   | ARG     | FIN 6   | CIV     | ITA     | GBR     | USA   | 9th*  | 26*    | 2nd | 122    |
| 1986 | Lancia 037      | Markku Alén         |         |         |         | KEN 3   |         |         |       |         |         |         |         |         |       |       |        | 2nd | 122    |
| 1986 | Lancia 037      | Miki Biasion        |         |         |         | KEN Ret |         |         |       |         |         |         |         |         |       |       |        | 2nd | 122    |
| 1986 | Lancia 037      | Greg Criticos       | MON     | SWE     | POR     | KEN 9   | FRA     | GRC     | NZL   | ARG     | FIN     | CIV     | ITA     | GBR     | USA   | 60th  | 2      | 2nd | 122    |
| 1986 | Lancia 037      | Johnny Hellier      | MON     | SWE     | POR     | KEN 10  | FRA     | GRC     | NZL   | ARG     | FIN     | CIV     | ITA     | GBR     | USA   | 70th  | 1      | 2nd | 122    |
| 1986 | Lancia 037      | Vic Preston Jr      | MON     | SWE     | POR     | KEN Ret | FRA     | GRC     | NZL   | ARG     | FIN     | CIV     | ITA     | GBR     | USA   | -     | 0      | 2nd | 122    |

### Resultados en WRC (Grupo A)
| Año  | Coche                                             | Piloto            | 1       | 2       | 3       | 4       | 5       | 6     | 7       | 8       | 9       | 10      | 11      | 12      | 13      | 14      | WDC   | Points | WMC | Points |
| ---- | ------------------------------------------------- | ----------------- | ------- | ------- | ------- | ------- | ------- | ----- | ------- | ------- | ------- | ------- | ------- | ------- | ------- | ------- | ----- | ------ | --- | ------ |
| 1987 | Lancia Delta HF 4WD                               | Juha Kankkunen    | MON 2   | SWE 3   | POR 4   | KEN     | FRA     | GRC 2 | USA 1   | NZL     | ARG     | FIN 5   | CIV     | ITA     | GBR 1   |         | 1st   | 100    | 1st | 140    |
| 1987 | Lancia Delta HF 4WD                               | Miki Biasion      | MON 1   | SWE     | POR 8   | KEN     | FRA 3   | GRC 7 | USA 2   | NZL     | ARG 1   | FIN     | CIV     | ITA 1   | GBR     |         | 2nd   | 94     | 1st | 140    |
| 1987 | Lancia Delta HF 4WD                               | Markku Alén       | MON     | SWE 5   | POR 1   | KEN     | FRA     | GRE 1 | USA 3   | NZL     | ARG     | FIN 1   | CIV     | ITA Ret | GBR 5   |         | 3rd   | 88     | 1st | 140    |
| 1987 | Lancia Delta HF 4WD                               | Bruno Saby        | MON Ret | SWE     | POR     | KEN     | FRA Ret | GRE   | USA     | NZL     | ARG     | FIN     | CIV     | ITA     | GBR     |         | -     | 0      | 1st | 140    |
| 1987 | Lancia Delta HF 4WD                               | Mikael Ericsson   | MON     | SWE 2   | POR     | KEN     | FRA     | GRE   | USA     | NZL     | ARG     | FIN     | CIV     | ITA     | GBR 4   |         | 10th  | 28     | 1st | 140    |
| 1987 | Lancia Delta HF 4WD                               | Vic Preston jr    | MON     | SWE     | POR     | KEN 14  | FRA     | GRE   | USA     | NZL     | ARG     | FIN     | CIV     | ITA     | GBR     |         | -     | 0      | 1st | 140    |
| 1987 | Lancia Delta HF 4WD                               | Yves Loubet       | MON     | SWE     | POR     | KEN     | FRA 2   | GRE   | USA     | NZL     | ARG     | FIN     | CIV     | ITA     | GBR     |         | 20th  | 15     | 1st | 140    |
| 1987 | Lancia Delta HF 4WD                               | Jorge Recalde     | MON     | SWE     | POR     | KEN     | FRA     | GRE   | USA     | NZL     | ARG 2   | FIN     | CIV     | ITA     | GBR     |         | 9th*  | 30*    | 1st | 140    |
| 1988 | Lancia Delta HF 4WD Lancia Delta Integrale        | Miki Biasion      | MON Ret | SWE     | POR 1   | KEN 1   | FRA     | GRC 1 | USA 1   | NZL     | ARG 2   | FIN     | CIV     | ITA 1   | GBR     |         | 1st   | 115    | 1st | 140    |
| 1988 | Lancia Delta HF 4WD Lancia Delta Integrale        | Bruno Saby        | MON 1   | SWE     | POR     | KEN     | FRA 3   | GRC   | USA     | NZL     | ARG     | FIN     | CIV     | ITA     | GBR     |         | 6th   | 32     | 1st | 140    |
| 1988 | Lancia Delta HF 4WD Lancia Delta Integrale        | Yves Loubet       | MON Ret | SWE     | POR     | KEN     | FRA 2   | GRC   | USA     | NZL     | ARG     | FIN     | CIV     | ITA     | GBR     |         | 10th* | 27*    | 1st | 140    |
| 1988 | Lancia Delta HF 4WD Lancia Delta Integrale        | Mikael Ericsson   | MON     | SWE Ret | POR Ret | KEN     | FRA     | GRC 2 | USA     | NZL     | ARG     | FIN 2   | CIV     | ITA     | GBR Ret |         | 8th   | 30     | 1st | 140    |
| 1988 | Lancia Delta HF 4WD Lancia Delta Integrale        | Markku Alén       | MON     | SWE 1   | POR 6   | KEN     | FRA     | GRE 4 | USA     | NZL     | ARG     | FIN 1   | CIV     | ITA 4   | GBR 1   |         | 2nd   | 86     | 1st | 140    |
| 1988 | Lancia Delta HF 4WD Lancia Delta Integrale        | Vic Preston jr    | MON     | SWE     | POR     | KEN Ret | FRA     | GRC   | USA     | NZL     | ARG     | FIN     | CIV     | ITA     | GBR     |         | -     | 0      | 1st | 140    |
| 1988 | Lancia Delta HF 4WD Lancia Delta Integrale        | Jorge Recalde     | MON     | SWE     | POR     | KEN     | FRA     | GRC   | USA     | NZL     | ARG 1   | FIN     | CIV     | ITA     | GBR     |         | 9th*  | 27*    | 1st | 140    |
| 1989 | Lancia Delta Integrale Lancia Delta Integrale 16V | Miki Biasion      | SWE     | MON 1   | POR 1   | KEN 1   | FRA     | GRC 1 | NZL     | ARG     | FIN 6   | AUS     | ITA 1   | CIV     | GBR     |         | 1st   | 106    | 1st | 140    |
| 1989 | Lancia Delta Integrale Lancia Delta Integrale 16V | Didier Auriol     | SWE     | MON 2   | POR Ret | KEN     | FRA 1   | GRC 2 | NZL     | ARG     | FIN Ret | AUS     | ITA Ret | CIV     | GBR     |         | 5th   | 50     | 1st | 140    |
| 1989 | Lancia Delta Integrale Lancia Delta Integrale 16V | Bruno Saby        | SWE     | MON 3   | POR     | KEN     | FRA Ret | GRC   | NZL     | ARG     | FIN     | AUS     | ITA     | CIV     | GBR     |         | 25th  | 12     | 1st | 140    |
| 1989 | Lancia Delta Integrale Lancia Delta Integrale 16V | Markku Alén       | SWE     | MON     | POR 2   | KEN     | FRA     | GRE   | NZL     | ARG     | FIN Ret | AUS 3   | ITA     | CIV     | GBR     |         | 9th   | 27     | 1st | 140    |
| 1989 | Lancia Delta Integrale Lancia Delta Integrale 16V | Jorge Recalde     | SWE     | MON     | POR     | KEN Ret | FRA     | GRC   | NZL     | ARG 3   | FIN     | AUS     | ITA     | CIV     | GBR     |         | 15th* | 20*    | 1st | 140    |
| 1989 | Lancia Delta Integrale Lancia Delta Integrale 16V | Yves Loubet       | SWE     | MON     | POR     | KEN     | FRA 4   | GRC   | NZL     | ARG     | FIN     | AUS     | ITA     | CIV     | GBR     |         | 29th  | 10     | 1st | 140    |
| 1989 | Lancia Delta Integrale Lancia Delta Integrale 16V | Mikael Ericsson   | SWE     | MON     | POR     | KEN     | FRA     | GRC   | NZL     | ARG 1   | FIN     | AUS     | ITA     | CIV     | GBR     |         | 4th*  | 50*    | 1st | 140    |
| 1990 | Lancia Delta Integrale 16V                        | Miki Biasion      | MON 3   | POR 1   | KEN Ret | FRA     | GRC 3   | NZL   | ARG 1   | FIN     | AUS     | ITA Ret | CIV     | GBR 3   |         |         | 4th   | 76     | 1st | 137    |
| 1990 | Lancia Delta Integrale 16V                        | Juha Kankkunen    | MON Ret | POR 3   | KEN 2   | FRA     | GRC 2   | NZL   | ARG Ret | FIN 5   | AUS 1   | ITA 2   | CIV     | GBR Ret |         |         | 3rd   | 85     | 1st | 137    |
| 1990 | Lancia Delta Integrale 16V                        | Didier Auriol     | MON 1   | POR 2   | KEN     | FRA 1   | GRC Ret | NZL   | ARG 3   | FIN Ret | AUS Ret | ITA 1   | CIV     | GBR 5   |         |         | 2nd   | 95     | 1st | 137    |
| 1990 | Lancia Delta Integrale 16V                        | Alex Fiorio       | MON     | POR     | KEN Ret | FRA     | GRC     | NZL   | ARG     | FIN     | AUS 3   | ITA     | CIV     | GBR     |         |         | 9th*  | 25*    | 1st | 137    |
| 1990 | Lancia Delta Integrale 16V                        | Yves Loubet       | MON     | POR     | KEN     | FRA Ret | GRC     | NZL   | ARG     | FIN     | AUS     | ITA     | CIV     | GBR     |         |         | -     | 0      | 1st | 137    |
| 1991 | Lancia Delta Integrale 16V                        | Miki Biasion      | MON 2   | SWE     | POR 3   | KEN Ret | FRA     | GRC 3 | NZL     | ARG 2   | FIN     | AUS     | ITA 2   | CIV     | ESP     | GBR Ret | 4th   | 69     | 1st | 137    |
| 1991 | Lancia Delta Integrale 16V                        | Juha Kankkunen    | MON 5   | SWE     | POR 4   | KEN 1   | FRA     | GRC 1 | NZL 2   | ARG 4   | FIN 1   | AUS 1   | ITA Ret | CIV     | ESP 2   | GBR 1   | 1st   | 150    | 1st | 137    |
| 1991 | Lancia Delta Integrale 16V                        | Jorge Recalde     | MON     | SWE     | POR     | KEN 3   | FRA     | GRC   | NZL     | ARG 5   | FIN     | AUS 8   | ITA     | CIV     | ESP     | GBR     | 9th*  | 29*    | 1st | 137    |
| 1991 | Lancia Delta Integrale 16V                        | Bruno Saby        | MON     | SWE     | POR     | KEN     | FRA Ret | GRC   | NZL     | ARG     | FIN     | AUS     | ITA     | CIV     | ESP     | GBR     | 33rd* | 8*     | 1st | 137    |
| 1991 | Lancia Delta Integrale 16V                        | Yves Loubet       | MON     | SWE     | POR     | KEN     | FRA 6   | GRC   | NZL     | ARG     | FIN     | AUS     | ITA     | CIV     | ESP     | GBR     | 33rd* | 8*     | 1st | 137    |
| 1992 | Lancia Delta Integrale HF                         | Juha Kankkunen    | MON 3   | SWE     | POR 1   | KEN 2   | FRA     | GRC 2 | NZL     | ARG     | FIN 2   | AUS 2   | ITA 2   | CIV     | ESP 2   | GBR 3   | 2nd   | 134    | 1st | 140    |
| 1992 | Lancia Delta Integrale HF                         | Didier Auriol     | MON 1   | SWE     | POR Ret | KEN     | FRA 1   | GRC 1 | NZL     | ARG 1   | FIN 1   | AUS 1   | ITA Ret | CIV     | ESP 10  | GBR Ret | 3rd   | 121    | 1st | 140    |
| 1992 | Lancia Delta Integrale HF                         | Andrea Aghini     | MON     | SWE     | POR Ret | KEN     | FRA 6   | GRE   | NZL     | ARG     | FIN     | AUS     | ITA 1   | CIV     | ESP 3   | GBR 10  | 7th   | 39     | 1st | 140    |
| 1992 | Lancia Delta Integrale HF                         | Björn Waldegård   | MON     | SWE     | POR     | KEN Ret | FRA     | GRE   | NZL     | ARG     | FIN     | AUS     | ITA     | CIV     | ESP     | GBR     | -     | 0      | 1st | 140    |
| 1992 | Lancia Delta Integrale HF                         | Jorge Recalde     | MON     | SWE     | POR     | KEN 3   | FRA     | GRE   | NZL     | ARG Ret | FIN     | AUS     | ITA     | CIV     | ESP     | GBR     | 10th* | 28*    | 1st | 140    |
| 1992 | Lancia Delta Integrale HF                         | Philippe Bugalski | MON     | SWE     | POR     | KEN     | FRA 3   | GRE   | NZL     | ARG     | FIN 9   | AUS     | ITA     | CIV     | ESP     | GBR     | 13th* | 22*    | 1st | 140    |

## Títulos
- Campeonato Internacional de marcas: 1 (1972)
- Campeonato del mundial de rally para fabricantes: 10 (1974, 1975, 1976, 1983, 1987, 1988, 1989, 1990, 1991 y 1992)
- Campeonato del mundial de rally para conductores: 5 (Sandro Munari en 1977, Juha Kankkunen en 1987 y 1991, y Miki Biasion en 1988 y 1989)